# 名岛桥
名岛桥（日语：／）是日本福岡縣福岡市東區的一座公路桥梁，承载日本國道3號跨越多多良川，1930年开工，1933年竣工，全长204.1米，为七跨连续混凝土拱桥，2018年列入登录有形文化财。